# Витоль, Арнольд Янович
Арнольд Янович Витоль (30 мая 1922 — 22 февраля 2000) — советский и российский кинодраматург, журналист, биограф. Заслуженный деятель искусств РСФСР (1980).

## Биография
Арнольд Витоль родился 30 мая 1922 года в Петрограде в семье латышских большевиков-революционеров (его отец был т.н. латышским стрелком). В своей автобиографии Арнольд Янович пишет, что в 1937 году во время сталинских чисток оба его родителя были арестованы и расстреляны как «враги народа». Согласно же воспоминаниям близкого друга Витоля Григория Ястребенецкого, «всю семью посадили, а потом выпустили. Латышские стрелки были символом Октябрьской революции. Возможно, это помогло ему сделать карьеру, но он и без того был человеком творческим».
В 1941 году ушёл добровольцем в ленинградское народное ополчение, служил разведчиком. Уже на фронте вступил в партию, был назначен комсоргом артиллерийского полка. После тяжёлого ранения почти год лечился в госпиталях. После окончания войны поступил в ЛГУ на факультет журналистики, который окончил в 1949 году.
В кино пришёл в 1945 году, работал редактором, затем старшим редактором сценарного отдела и главным редактором объединения «Ленфильма». С 1959 года пишет сценарии. Наиболее известные работы — телесериал «Тени исчезают в полдень» по мотивам романа Анатолия Иванова (сам автор, хоть и числится в сценаристах, сценарного опыта на тот момент не имел и ограничился лишь мелкими правками), военная киноэпопея «Блокада», а также фильмы по мотивам «Донских рассказов» Михаила Шолохова — «Донская повесть», «Нахалёнок» и «Смертный враг».
С 1962 года работал в газете «Ленинградская правда», затем — заведующим отделом культуры Ленгорисполкома, после — начальником управления кинофикации Ленинграда. Автор биографических статей и очерков.
Скончался 22 февраля 2000 года в Санкт-Петербурге. Похоронен на Богословском кладбище. Жена Галина скончалась вечером того же дня.

## Автор сценариев фильмов
- 1959 — Жеребёнок (короткометражный, по мотивам рассказа Михаила Шолохова)
- 1961 — Нахалёнок (по мотивам «Донских рассказов» Михаила Шолохова)
- 1964 — Донская повесть (по мотивам «Донских рассказов» Михаила Шолохова)
- 1964 — Непрошенная любовь (по мотивам рассказа Михаила Шолохова)
- 1970 — Африканыч (совместно с Виктором Соколовым, по мотивам повести Василия Белова)
- 1970 — Любовь Яровая (по мотивам пьесы Константина Тренёва)
- 1971 — Смертный враг (по мотивам «Донских рассказов» Михаила Шолохова)
- 1971 — Тени исчезают в полдень (совместно с Анатолием Ивановым)
- 1974 — Блокада (совместно с Александром Чаковским)
- 1976 — «SOS» над тайгой (стереофильм, совместно с Владимиром Кузнецовым)
- 1976 — Весёлое сновидение, или Смех и слёзы (по мотивам пьесы Сергея Михалкова)
- 1980 — Линия жизни (совместно с Владимиром Назаровым)
- 1981 — Товарищ Иннокентий (фильм о революционном деятеле Иосифе Дубровинском)
- 1982 — Бой на перекрестке (по мотивам романа Анатолия Марченко)
- 1983 — Высокая проба (по мотивам романа Евгения Воеводина)
- 1983 — Человек на полустанке (совместно с Олегом Николаевым и Василием Паниным)
- 1990 — Захочу — полюблю (по мотивам повести Валерия Брюсова)
- 1995 — Бульварный роман (по мотивам повести Валентина Пикуля)
- 1999 — Опять надо жить  (совместно с Евгением Новичихиным, Егором Исаевым и Василием Паниным, по мотивам рассказов Андрея Платонова)

## Награды и премии
- Заслуженный деятель искусств РСФСР (25 февраля 1980 года) — за заслуги в области советского киноискусства[4].
- Государственная премия РСФСР имени братьев Васильевых (1980).
- Орден Почёта (11 декабря 1996 года) — за заслуги перед государством, большой вклад в укрепление дружбы и сотрудничества между народами, многолетнюю плодотворную деятельность в области культуры и искусства[5].